# 딜도

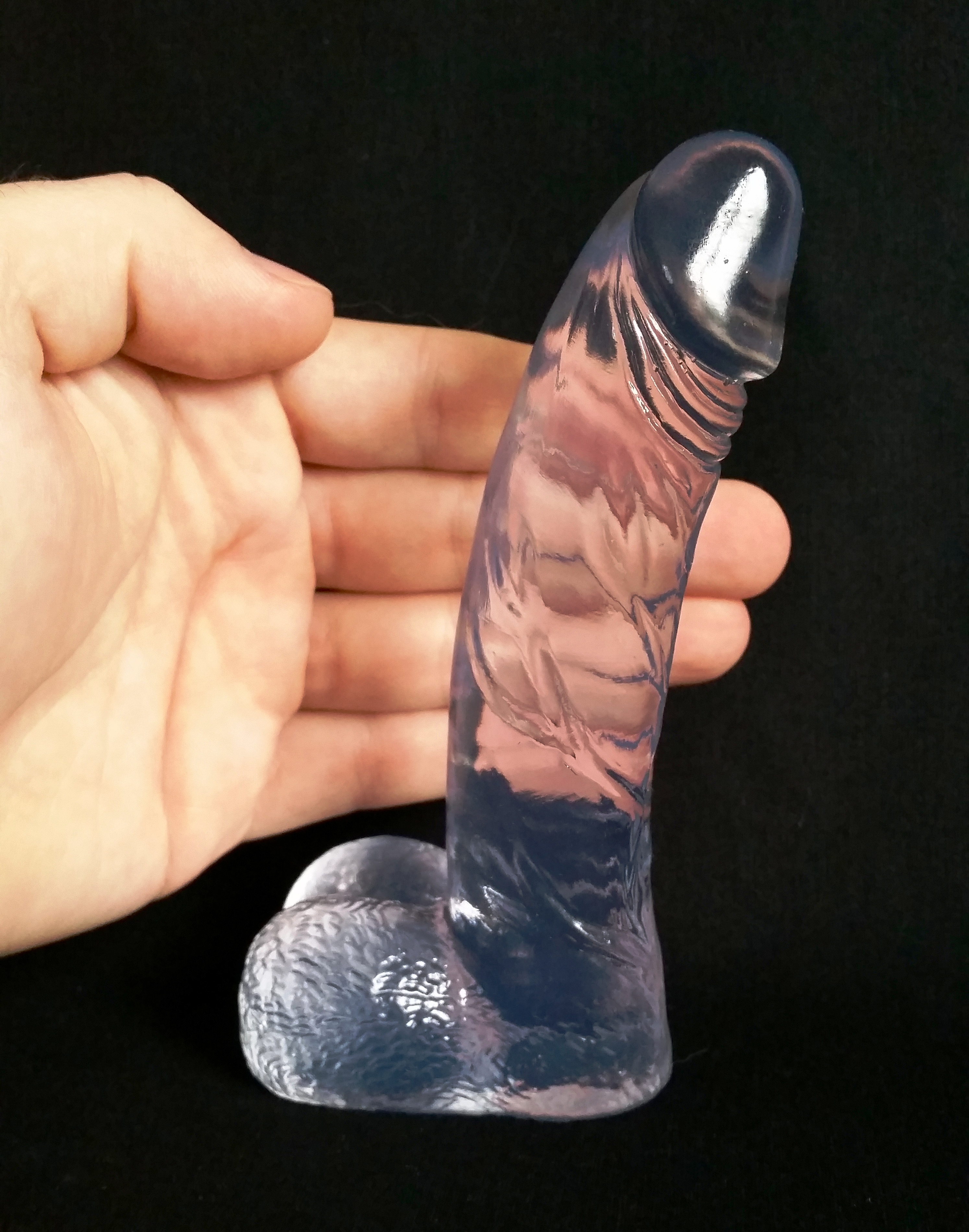
투명 플라스틱 딜도

딜도(영어: dildo)는 발기한 남자의 음경을 본따 만든 자위 기구이다. 플라스틱 및 실리콘으로 만들어진다. 주로 여성의 자위행위의 과정 중에 기구로서 질내에 넣는 것이다.

## 같이 보기
- 성교
- 자위행위
- 자위기구
- 스트랩온 딜도